# Särsö

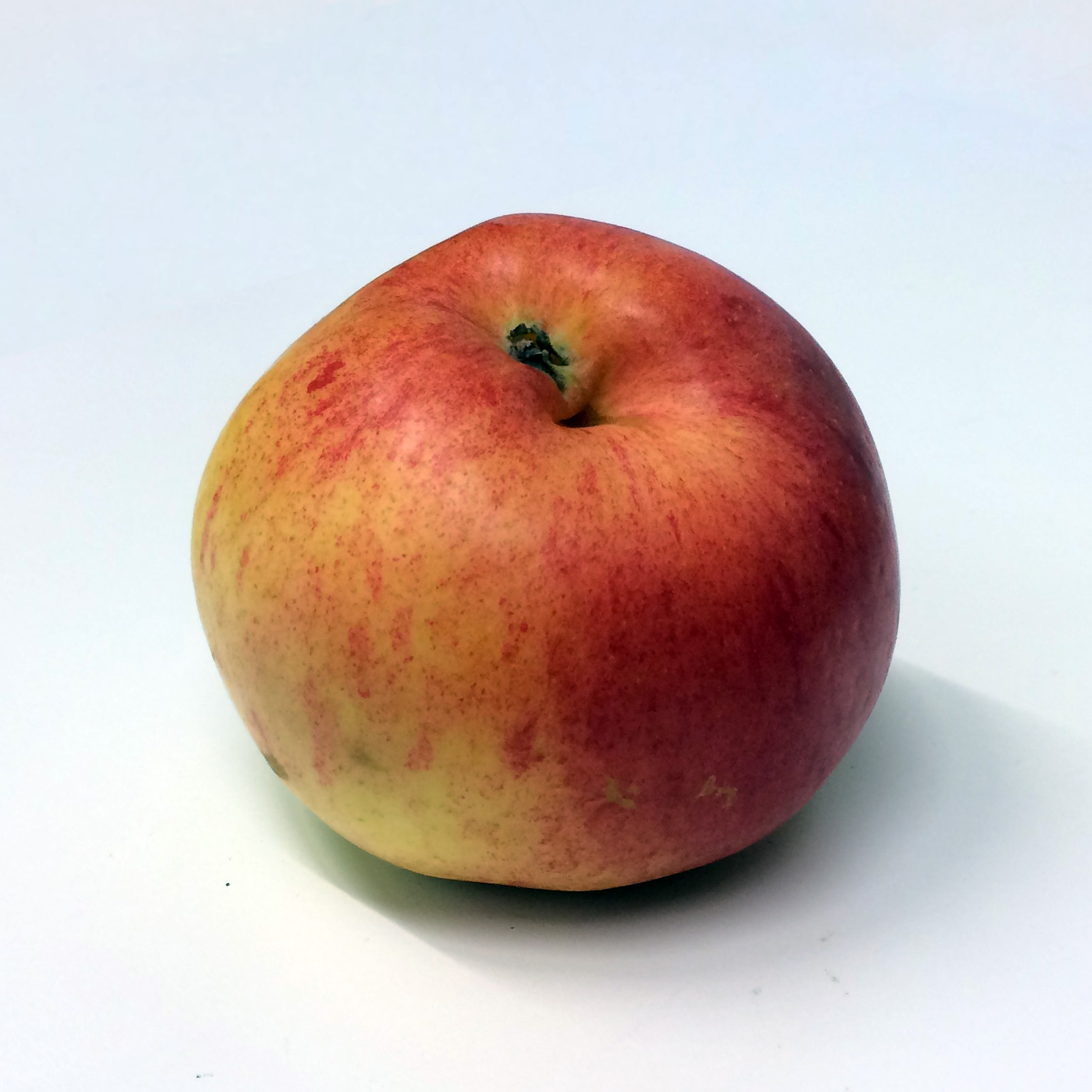
Ett äpple av sorten Särsö, fotograferat i samband med Nordiska museets äppelfestival i september 2014.

Särsö är en äppelsort vars ursprung är Sverige. Äpplet plockas från septembers mitt, och håller sig efter plockning cirka en månad. Skalet är gröngulvitt med nyanser av rött, och köttet som är vitt har en saftig, lätt söt, och vinsyrlig smak. Äpplet doftar en aning av mandel. Särsö passar bra i köket. Blomningen på detta äpple är medeltidig, och äpplet pollineras av äpplen med samtidig blomning. I Sverige odlas Särsö gynnsammast i zon I–IV. Äpplesorten började marknadsföras av "Experimentalfältet" år 1931, under namnet Cloetta. Trädet har ett särdeles kraftigt växtsätt. Äldre träd bär oftast, endast frukt vart annat år. Besprutning mot skorv behövs inte. Sorten är lämplig för beredning av marmelad.